# Брега Галина Степанівна
Галина Степанівна Брега (15 квітня 1935, Хутір) — український історик, дослідниця проблем історії культури і науки ХХ століття, історії міжнародних відносин, кандидат історичних наук (з 1973 року). Лауреат Державної премії УРСР в галузі науки і техніки (за 1984 рік).

## Біографія
Народилася 15 квітня 1935 року в селі Хуторі (нині Шепетівського району Хмельницької області). Українка. 1958 року закінчила історико-філологічний факультет Луцького педагогічно інституту. У 1958–1960 роках — викладач історії в технікумі у Рівному. У 1960–1966 роках — інструктор, секретар, перший секретар Рівненського обласного комітету ЛКСМУ, у 1966–1970 роках — заступник завідувача відділу шкільної молоді ЦК ВЛКСМ у Москві. У 1970–1973 роках — навчалась в аспірантурі Академії суспільних наук при ЦК КПРС. 1973 року, під керівництвом академіка АН СРСР, М. П. Кіма, захистила кандидатську дисертацію на тему: «Співробітництво радянських республік в галузі науки в роки першої п'ятирічки». У 1973–1975 роках — інструктор відділу науки та навчальних закладів ЦК Компартії України. У 1975–1981 роках — молодший науковий співробітник, у 1981–2000 роках — старший науковий співробітник відділу історії соціалістичного і комуністичного будівництва, відділу історії української культури Інституту історії України НАН України.

## Праці
Автор понад 120 праць, серед яких:
- Нариси історії української інтелігенції (перша половина XX ст.): У 3-х книгах. — Київ, 1994 (у співавторстві);
- Интеллигенция Советской Украины (некоторые вопросы историографии и методологии). — Київ, 1988 (у співавторстві);
- Сотрудничество ученых советских республик в создании материально-технической базы социализма. — Київ, 1984;
- Дружба и братство русского и украинского народов. — Книга 2. — Київ, 1982 (у співавторстві);
- Нерушимая дружба украинского и молдавского народов в период социализма. — Київ, 1980 (у співавторстві);
- Сотрудничество советских республик в области науки в годы первой пятилетки. — Київ, 1978.